# Liste du patrimoine immobilier classé de Momignies
Cette page regroupe l'ensemble du patrimoine immobilier classé de la ville belge de Momignies.
| Objet | Année de construction / Architecte | Adresse                                 | Section communale  | Coordonnées                      | Numéro d’inventaire | Illustration |
| --- | ---------------------------------- | --------------------------------------- | ------------------ | -------------------------------- | ------------------- | --- |
| Vieux Tilleul de Macon croissant sur la place Ivon Paul et l'architecture de poteaux de bois et de poutres le soutenant |                                    | Place Yvon Paul                         | Macon              | 50° 03′ 07″ nord, 4° 12′ 35″ est | 56051-CLT-0001-01   | Vieux Tilleul de Macon croissant sur la place Ivon Paul et l'architecture de poteaux de bois et de poutres le soutenant |
| Calvaire et abords |                                    | Chaussée de Chimay (N593)               | Macon              | 50° 03′ 10″ nord, 4° 12′ 49″ est | 56051-CLT-0002-01   | Calvaire et abords |
| Esplanade arborée dite Trieu Wicher et les terrains environnants |                                    | Place du Wicher                         | Macon              | 50° 02′ 53″ nord, 4° 12′ 29″ est | 56051-CLT-0003-01   | Image manquanteTéléverser                                                                                               |
| L'étang de la Lobiette |                                    | rue du Nouveau Monde                    | Momignies          | 49° 58′ 37″ nord, 4° 08′ 56″ est | 56051-CLT-0004-01   | Image manquanteTéléverser                                                                                               |
| Site du ruisseau de la Passedru |                                    |                                         | Momignies          | 49° 58′ 37″ nord, 4° 08′ 56″ est | 56051-CLT-0005-01   | Image manquanteTéléverser                                                                                               |
| Château d'Imbrechies: façades et toitures, à l'exception de l'annexe récente en briques, de l'ajout réalisé par le propriétaire actuel et des communs (bâtiments indépendants)rue d'Imbrechies, n°7 (M) et ensemble formé par ce château et les terrains environnants (S).                                                                     |                                    | Rue d'Imbrechies n°7                    | Monceau-Imbrechies | 50° 02′ 24″ nord, 4° 13′ 02″ est | 56051-CLT-0006-01   | Château d'Imbrechies |
| Parcelle où se sont déroulés les premiers combats de la libération de la Belgique le 02/09/1944 |                                    | Rue d'Imbrechies, près du château       | Monceau-Imbrechies | 50° 02′ 24″ nord, 4° 13′ 06″ est | 56051-CLT-0007-01   | Parcelle où se sont déroulés les premiers combats de la libération de la Belgique le 02/09/1944                         |
| L'ancienne brasserie Février ou Saint-Nicolas à Momignies (actuelle brasserie de la Thiérache), à savoir : façades et toitures de l'ensemble des bâtiments ; cour pavée ; muret grillagé vers la rue Beauwelz ; totalité des bâtiments de maltage et de brasserie, y compris l'équipement industriel ; décors stuqués du bâtiment d'habitation |                                    | Rue de Beauwelz, 40 et rue Trieu Bayard | Momignies          | 50° 01′ 21″ nord, 4° 09′ 23″ est | 56051-CLT-0010-01   | Image manquanteTéléverser                                                                                               |
| Vieux Tilleul de Macon croissant sur la place Ivon Paul et l'architecture de poteaux de bois et de poutres le soutenant |                                    | Place Yvon Paul                         | Macon              | 50° 03′ 07″ nord, 4° 12′ 35″ est | 56051-PEX-0001-04   | Vieux Tilleul de Macon croissant sur la place Ivon Paul et l'architecture de poteaux de bois et de poutres le soutenant |